# Руске капе
Руске капе, козачке капе или шубарице су врста колача који служи у балканским земљама, посебно у Босни и Херцеговини, Хрватској и Србији. Обично се праве округлог облика величине 150 мм у пречнику, са кокосом око ивице или понекад уситњеним орасима. На врху је обично чоколадна глазура преливена ванилом. У средини су слојеви наизмјенично премазане ваниле и чоколаде.
Овај десерт се послужује охлађен, обично на шареним тањирима преливеним чоколадом. Може се јести виљушком, али понекад се једу лежерно - рукама.

## Позадина
Дизајн саме посластичарнице заснован је на papkha, традиционалној капи која се носи у цијелом планинском региону Кавказа, иако израз „руске капе“ потиче од руских козака који су капу носили у пуковима којима су припадали.